# NGC 5985
NGC 5985 هي مجرة تتبع كوكبة التنين. اكتشفها ويليام هيرشل في 25 مايو 1788.

## روابط خارجية
- NGC 5985 على موقع ويكي سكاي: DSS2, SDSS, GALEX, IRAS, Hydrogen α, X-Ray, Astrophoto, Sky Map, Articles and images